# 里奇福德 (紐約州)
里奇福德（英語：Richford）是一個位於美國紐約州泰奧加縣的鎮。

## 人口
根據2020年美國人口普查的數據，里奇福德的面積為98.95平方千米，當中陸地面積為98.90平方千米，而水域面積為0.05平方千米。當地共有人口1043人，而人口密度為每平方千米11人。